# Паривраджаки
Паривраджаки (санскр. parivrajaka, paribbājaka — пилигримы) — странствующие полумонахи, сыгравшие заметную роль в интеллектуальной жизни Индии шраманской эпохи. Некоторые из них примыкали к учителям антибрахманистской ориентации, а другие, наоборот, — к брахманистам. Паривраджакам принадлежит заслуга канонизации основных тем обсуждений на начальном периоде индийской философии: можно ли считать мир безначальным? можно ли считать мир имеющим начало? можно ли считать мир бесконечным? конечным? можно ли считать душу и тело идентичными? различными? можно ли считать «совершенного» после смерти существующим? несуществующим? или и тем и другим? ни тем, ни другим?.
О паривраджаках известно по текстам палийского канона. Вот имена некоторых из них: Поттхапада, Ваччхаготта, Самандака, Тимбарука, Уггахамана, Дигханакха.